# ルイージ・パドヴェーゼ

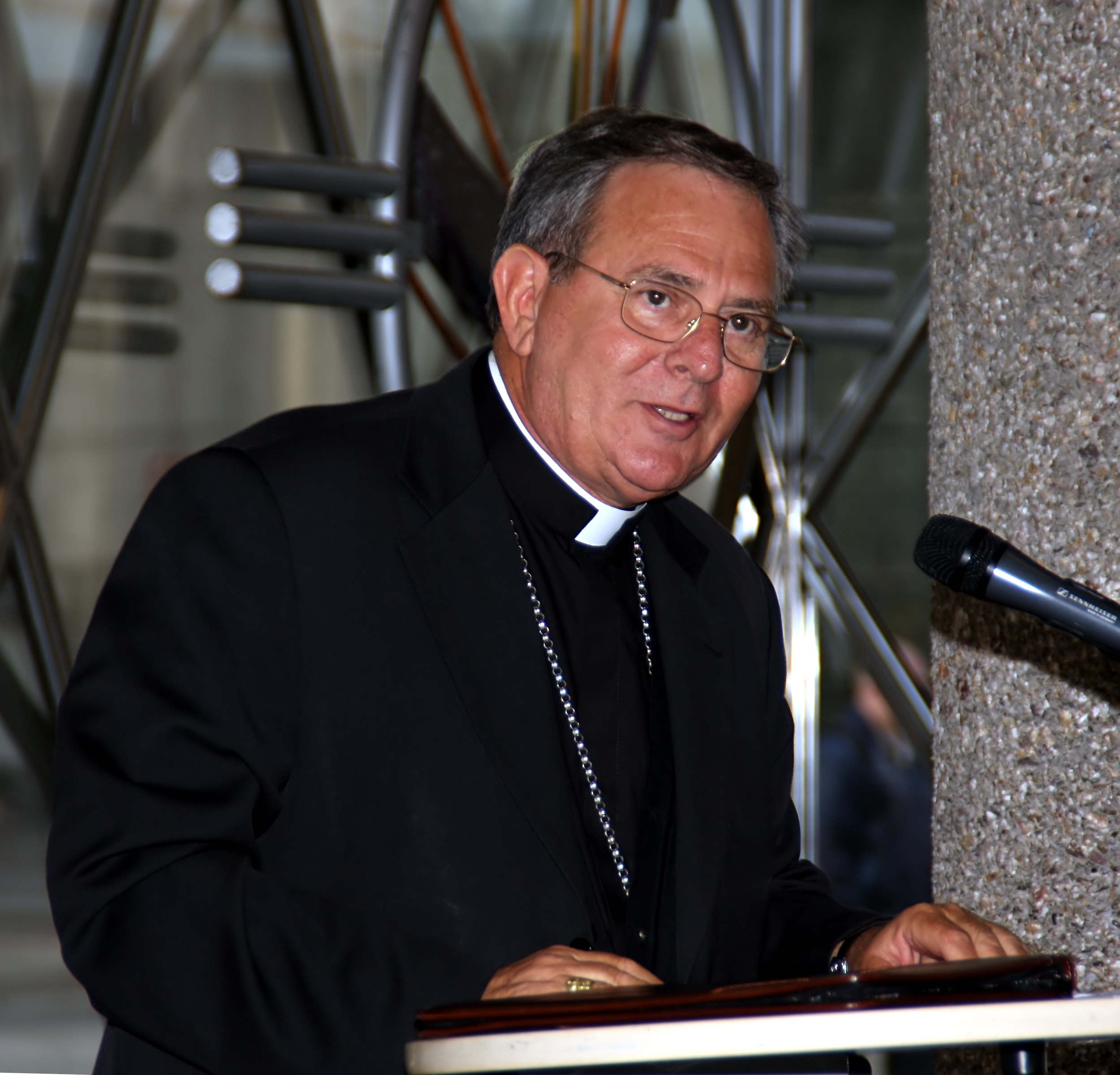
ルイージ・パドヴェーゼ司教 2009年の4月、ドイツのケルンにて

ルイージ・パドヴェーゼ（イタリア語: Luigi Padovese、1947年3月31日 - 2010年6月3日）は、モンテヴェルデの名義司教で、トルコのローマ・カトリックアナトリア代牧区の代牧であった。2010年6月3日、彼は運転手に殺害された。

## 生涯
パドヴェーゼは1965年にカプチン会に入会し、1975年に司祭に叙階され、後に教皇庁立アントニアヌム大学とグレゴリアン大学で学んだ。グレゴリアン大学のスピリチュアリティ機関で16年間指導に当たった。彼はまた、グレゴリアン大学とアルフォンソアカデミーで教授の座につき、各地の神学校で教えた。2004年に司教に挙げられ、アナトリア代牧区に任命された。彼はまたカリタストルコの会長でもあった。

## 暗殺
2010年6月3日、パドヴェーゼ司教はトルコ南部にある夏の邸宅で刺されて致命傷を負い、同じ日にイスケンデルンの街の病院に運ばれる途中で亡くなった。目撃者は犯人が殺害時に「神は偉大なり」と叫んでいたと主張している。トルコ教皇使節や教皇庁のスポークスマンであるフェデリコ・ロンバルディ神父を含むカトリック関係者は、パドヴェーゼ司教の死への衝撃と哀悼を表明した。
過去4年間に精神的疾患で治療を受けていた運転士は、トルコ警察から殺人の容疑で6月3日に拘束された。 容疑者は司教が偽救世主であるという啓示により彼を殺したと述べ、初公判では大声でアザーンを唱えた。トルコ警察は殺人が他の殺人や事件のような政治的な動機によるものではないと見ている。2006年には、アンドレア・サントロ神父が精神的に不安定な若者に殺害されるとう類似の事件が発生している。